# Proteinskummare

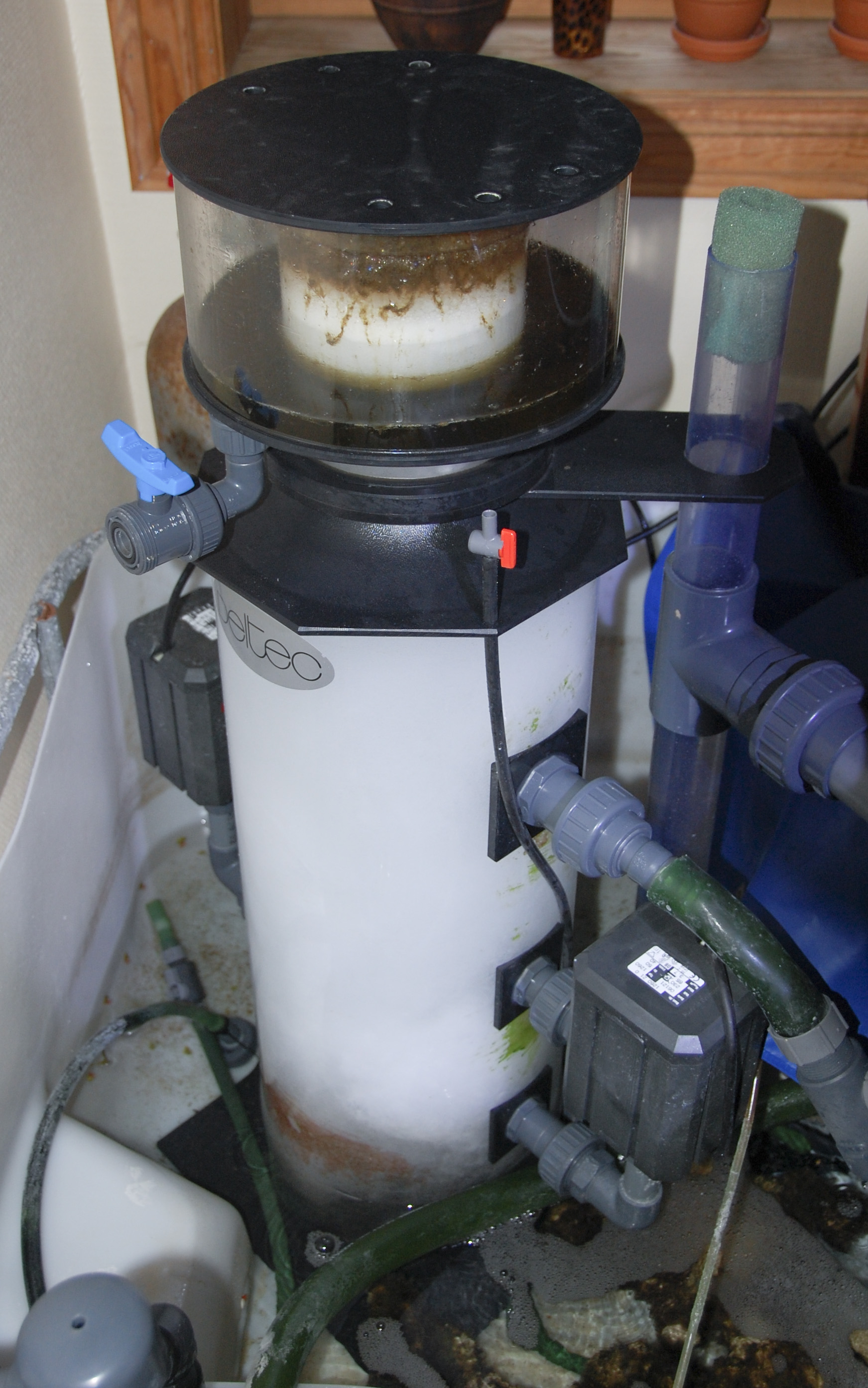
Proteinskummare.

Proteinskummare (eller äggviteskummare) används inom den marina akvariehobbyn för att rena vattnet.

## Funktion
Förutom biologisk rening är proteinskummaren den viktigaste komponenten i ett saltvattensakvarium. Proteinskummarna består vanligtvis av ett plaströr vari det orenade akvarievattnet pumpas in. En strålpump eller en luftsten, dvs en porös skiva av keramik, glas eller lindträ ser till att skapa så många och så små bubblor som möjligt i vattnet i plaströret. När dessa små mikrobubblor stiger genom vattenvolymen skapar ytspänningen i bubblorna en friktion mot vattnet så att proteiner och annat avfall fäster sig till dessa och bildar skum i toppen av röret. Detta skum låter man falla ner i en behållare där skumbubblorna efterhand spricker och man får ett gult eller brunaktigt avfallsvatten som man avlägsnar från systemet.
Teoretiskt sett kunde detta fungera i sötvatten också, men eftersom ytspänningen i sötvatten är lägre är det mycket svårare att skapa tillräckligt små bubblor. Detta kan man observera när man är vid havet genom att vattnet skummar och brusar mycket mer än vad det gör vid en insjö.
Substanser som avlägsnas från vattnet är aminosyror, proteiner, fetter, kolhydrater, fosfat, fettsyror, fenoler, jod och metaller.

## Detaljerad beskrivning
Anledningen till att vissa substanser följer med mikrobubblorna är molekylernas polaritet. Organiska molekyler har hydrofoba och hydrofila ändar, det vill säga ändar som dras till, eller stöter bort vatten. Molekyler som är polära vill då gärna positionera sig i ett sådant läge att den hydrofoba änden vetter bort från vattnet och den hydrofila änden mot vattnet. Mikrobubblorna i proteinskummaren är en utmärkt plats för dessa molekyler att positionera sig med en ände mot vattnet och den andra mot luften i bubblan, därmed följer den bubblan när den stiger upp mot ytan.
Som tidigare nämnts skall luftbubblorna vara så små som möjligt för en effektiv skumning. Man brukar säga att luftbubblorna ska ha en diameter på mellan 0,5 och 0,8 mm för bästa effekt. Det finns två olika metoder för att skapa dessa små bubblor, den ena med en strålpump och den andra med en luftsten. En luftsten är ofta av trä, och man använder en pump som pumpar luft in i trät så att luften pressas ut som små bubblor genom dess små porer. Nackdelen med luftsten är att porerna täpps igen efter ett tag och effekten minskar. Man måste därför byta luftstenarna relativt ofta. En strålpump fungerar genom att vatten pressas in i en liten öppning med tryckskillnad mellan de två sidorna. Den ena sidan har små öppningar och tryckskillnaden gör så att luft dras in genom dessa öppningar och blandas med den inpumpade vattenströmmen.  